# Demi (album)
Pour les articles homonymes, voir Demi.
Albums de Demi Lovato
Unbroken
(2011) Confident
(2015)
Singles
1. Heart Attack
Sortie : 24 février 2013
2. Made in the USA
Sortie : 16 juillet 2013
3. Neon Lights
Sortie : 19 novembre 2013
4. Really Don't Care
Sortie : 20 mai 2014

Demi (stylisé en DEMI) est le quatrième album studio de l'artiste américaine Demi Lovato, sorti le 14 mai 2013.

## Genèse de l'album

### Écriture et production
L'écriture de l'album a commencé en avril 2012, alors que l'enregistrement a démarré plus tard dans l'année, entre les apparitions de Demi en tant que mentor de la deuxième saison de la version américaine de X Factor. Selon Demi, l'album sera « une source d'inspiration pour les jeunes filles partout dans le monde qui rencontrent les mêmes problèmes que ceux auxquels j'ai été confrontée ». « Je suis incroyablement fière de cet album », dit-elle dans un communiqué. « C'est mieux que tout ce que j'ai fait jusqu'à présent ! J'ai expérimenté une variété de sons différents puis versé mon cœur dans l'écriture de ces chansons. Je suis tellement excitée de savoir que tout le monde pourra enfin avoir la chance de les entendre ! ». En mai 2013, tous les morceaux de l'édition standard ont été mis en ligne via la chaîne officielle YouTube de la chanteuse. Ils ont été dévoilés titre par titre par le biais d'un certain nombre de hashtags sur Twitter.

## Singles
- Le premier single "Heart Attack" sort le 24 février 2013 et débuta à la 12e place du Billboard Hot 100, ce qui en fait son troisième single le plus haut placé dans les classements aux États-Unis à cette date, par la suite il atteint a 10e place[6]. 215 000 exemplaires ont été vendus lors de la première semaine de la sortie du single. La chanson a atteint la première place du classement Hot Dance Club Songs (Billboard)[7]. Il est considéré comme un des plus gros succès commercial de l'année 2013. Le clip a été tourné le 13 mars 2013[8] et est sorti le 9 avril 2013[9], il a été nommé dans la catégorie "meilleure clip" aux People's Choice Awards 2014.
- Le deuxième single fut "Made In The USA" sort le 16 juillet 2013 et le clip le 17 juillet 2013, dirigé par Ryan Pallotta et Lovato elle-même, où figure Dustin Milligan, qui joue un soldat et sa petite-amie Aimee Teegarden. La chanson a reçu des critiques positives.
- "Neon Lights" sort en tant que troisième single le 19 novembre 2013, le clip, sorti le 21 novembre, a été à nouveau réalisé par Ryan Pallotta et Lovato. La chanson a atteint la première place du Hot Dance Club Songs[7] et a été certifié disque de platine aux États-Unis avec un million d'exemplaires vendus. Le titre a été très bien accueilli par la critique[10].
- "Really Don't Care" en duo avec l'artiste britannique Cher Lloyd a été choisi comme quatrième single car la chanson a été le titre qui n'était pas un single à avoir eu le plus de succès[11]. Le single est sorti le 20 mai 2014, et précédé d'un lyric video le 14 mai 2014 avec la participation de fans brésiliens. Après la sortie de l'album, Billboard a qualifié la chanson de single potentiel. Le clip, dirigé par Ryan Pallotta, a été tournée le 8 juin 2014 à la Gay Pride de Los Angeles et est sorti le 26 juin 2014. De nombreuses célébrités ont fait leur apparition dans le clip notamment Perez Hilton, Kat Graham, Shane Bitney Crone, Bria Kam and Chrissy Chambers, John Taylor, Travis Barker et Wilmer Valderrama.

## Critiques
L'album a reçu des critiques positives. Jason Lipshutz de Billboard a écrit que « la chanteuse a une forte emprise sur ses compétences en tant qu'artiste », il ajoute que l'album « peut lancer Lovato à un nouveau niveau de célébrité, mais il exige une attention pour saisir pleinement la personnalité de la chanteuse à un moment fascinant dans sa carrière ». Jon Caramanica de The New York Times a également donné un avis positif, décrivant l'opus comme « [un] impressionnant quatrième album » Tamsyn Wilce de Alter The Press! a donné une bonne critique à l'album, en particulier à la chanson Neon Lights: « [La chanson] montre à quel point ses cordes vocales sont impressionnantes et qu'elle peut complètement les travailler pour faire son propre style » Natalie Palmer de Entertainmentwise a écrit: « Le pop rock est définitivement le genre de Demi Lovato et elle le possède si bien. Quand il vient aux modèles, Demi devrait être considéré comme l'unes des meilleures. Ses paroles disent la vérité sur la vie, l'amour [...] et il n'y a rien de trop profond. »

## Listes des pistes
| 1.  | Heart Attack                             | Demi Lovato, Mitch Allan, Jason Evigan, Sean Douglas, Nikki Williams,Aaron Phillips            | The Suspex                    | 3:31 |
| 2.  | Made in the USA                          | Lovato, Allan, Evigan                                                                          | The Suspex                    | 3:16 |
| 3.  | Without the Love                         | Lovato, Freddy Wexler, Matt Squire, Roy Battle                                                 | Squire, Battle                | 3:56 |
| 4.  | Neon Lights                              | Lovato, Ryan Tedder, Benjamin Dherbecourt, Mario Marchetti, Noel Zancanella, Tiffany Vartanyan | Tedder, Marchetti, Zancanella | 3:54 |
| 5.  | Two Pieces                               | Lovato, Allan, Evigan, Livvi Franc                                                             | The Suspex                    | 4:25 |
| 6.  | Nightingale                              | Lovato, Matt Radosevich, Felicia Barton, Anne Preven                                           | Radosevich                    | 3:41 |
| 7.  | In Case                                  | Lovato, Emanuel Kiriakou, Priscilla Renea                                                      | Kiriakou                      | 3:30 |
| 8.  | Really Don't Care (featuring Cher Lloyd) | Rami Yacoub, Benjamin Dherbecourt, Carl Falk, Savan Kotecha                                    | Yacoub, Falk                  | 3:22 |
| 9.  | Fire Starter                             | Jarrad Rogers, Julia Michaels, Lindy Robbins                                                   | Rogers                        | 3:27 |
| 10. | Something That We’re Not                 | Lovato, Kiriakou, Andrew Goldstein                                                             | Kiriakou, Goldstein           | 3:11 |
| 11. | Never Been Hurt                          | Lovato, Allan, Evigan                                                                          | The Suspex                    | 4:02 |
| 12. | Shouldn’t Come Back                      | Yacoub, Falk, Kotecha                                                                          | Yacoub, Falk                  | 3:52 |
| 13. | Warrior                                  | Lovato, Kiriakou, Goldstein                                                                    | Kiriakou, Goldstein           | 3:51 |

| 14. | I Hate You, Don't Leave Me | Kiriakou, Goldstein | 3:33 |

| 15. | Give Your Heart a Break | Alexander, Steinberg | 3:25 |
| 16. | Skyscraper              | Gad                  | 3:41 |

| 14. | Heart Attack (Manhattan Clique Edit Remix) | 3:23 |

| 14. | Heart Attack (The Alias Radio Remix) | 3:41 |
| 15. | Heart Attack (Belanger Remix)        | 4:06 |

| 1. | Heart Attack (Music video)                              |  |
| 2. | The Story of Demi (Episodes 1, 2 & 3)                   |  |
| 3. | Heart Attack (VEVO Presents: Live in London)            |  |
| 4. | Really Don't Care (VEVO Presents: Live in London)       |  |
| 5. | Made in the USA (VEVO Presents: Live in London)         |  |
| 6. | Skyscraper (VEVO Presents: Live in London)              |  |
| 7. | Give Your Heart a Break (VEVO Presents: Live in London) |  |

| 14. | I Hate You, Don't Leave Me |  | 3:33 |
| 15. | Nightingale (Live)         |  |      |
| 16. | Really Don't Care (Live)   |  |      |
| 17. | Neon Lights (Live)         |  |      |

| 1. | Heart Attack (Music video)                           |  |
| 2. | Made in the USA (Music video)                        |  |
| 3. | Neon Lights (Music video)                            |  |
| 4. | Really Don't Care (Vevo Presents)                    |  |
| 5. | Heart Attack (Vevo Presents)                         |  |
| 6. | Nightingale (Live)                                   |  |
| 7. | Neon Lights (Live)                                   |  |
| 8. | In Case (Live)                                       |  |
| 9. | Neon Lights (Cole Plante With Myon & Shane 54 Remix) |  |

| 14. | Give Me Love (Live at the Capital FM Studios in London, UK / May 30, 2014) (Ed Sheeran Cover) | 4:55 |

| 14. | Up (avec Olly Murs (écrit par Wayne Hector, Daniel Davidsen & Maegan Cottone))                | 3:44 |
| 15. | I Hate You, Don't Leave Me (écrit par Andrew Goldstein, Emanuel Kiriakou & Evan Kidd Bogart)  | 3:33 |
| 16. | Let It Go (Single Version)                                                                    | 3:33 |
| 17. | Give Me Love (Live at the Capital FM Studios in London, UK / May 30, 2014) (Ed Sheeran Cover) | 4:56 |
| 18. | Nightingale (Live from Honda Center/Anaheim, CA/2014)                                         | 3:36 |
| 19. | Neon Lights (Live from Honda Center/Anaheim, CA/2014)                                         | 4:22 |
| 20. | Really Don't Care (Live from Honda Center/Anaheim, CA/2014)                                   | 3:31 |

## Certifications
| Pays                  | Certification | Ventes    |
| --------------------- | ------------- | --------- |
| Brésil (ABPD)         | 3× Platine    | 120 000 + |
| Canada (Music Canada) | Or            | 40 000 +  |
| Argentine (CAPIF)     | Or            | 20 000 +  |
| Indonésie (ASIRI)     | Platine       | 10 000 +  |
| Malaisie (RIM)        | Platine       | 10 000 +  |
| Mexique (AMPROFON)    | Or            | 30 000 +  |
| Colombie (ASINCOL)    | Or            | 5 000 +   |
| Équateur (IFPI)       | Or            | 3 000 +   |
| Philippines (PARI)    | Or            | 7 500 +   |
| Singapour (RIAS)      | Or            | 5 000 +   |
| États-Unis (RIAA)     | Or            | 500 000 + |
| Royaume-Uni (BPI)     | Argent        | 100 000 + |

## Classement
| Chart (2013–14)                        | Position |
| -------------------------------------- | -------- |
| Australie (ARIA Charts)                | 14       |
| Argentine (CAPIF)                      | 6        |
| Autriche (Austria Top 40)              | 18       |
| Belgique (Ultratop Flanders)           | 10       |
| Belgique (Ultratop Wallonia)           | 53       |
| Brésil (Billboard Brasil)              | 1        |
| Canada (Canadian Albums Chart)         | 1        |
| Croatie (IFPI)                         | 5        |
| Chine (Sino Chart)                     | 87       |
| République tchèque (IFPI)              | 26       |
| Danemark (IFPI)                        | 5        |
| Pays-Bas (MegaChart)                   | 17       |
| Finlande (The Official Finnish Charts) | 48       |
| France (SNEP)                          | 9        |
| Allemagne (Media Control Charts)       | 39       |
| Grèce (IFPI Greece)                    | 12       |
| Irlande (Irish Albums Chart)           | 5        |
| Italie (FIMI)                          | 4        |
| Japon (Oricon)                         | 106      |
| Mexique (Top 100 Mexico)               | 2        |
| Nouvelle-Zélande (RIANZ)               | 7        |
| Norvège (Norwegian Albums Chart)       | 4        |
| Pologne (Polish Music Charts)          | 45       |
| Portugal (AFP)                         | 15       |
| Écosse (Scottish Albums Chart)         | 7        |
| Espagne (PROMUSICAE)                   | 2        |
| Suède (Sverigetopplistan)              | 36       |
| Suisse (Swiss Music Charts)            | 36       |
| Taïwan (Music of Taiwan)               | 2        |
| Royaume-Uni (UK Albums Chart)          | 10       |
| États-Unis (Billboard 200)             | 3        |